# エクス＝レ＝バン
エクス＝レ＝バン（Aix-les-Bains）はフランスのサヴォワ県の都市（コミューン）。住民のことはエクソワ (Aixois) と呼ぶ。温泉保養地として国際的に知られる都市で、ブルジェ湖(le Lac Bourget)のほとりにある。エクスは「水（泉）」の転訛したもの（後述）で、レ＝バンは「浴場」の意。ミネラルウォーターの産地でもあり、エビアン同様、都市名自体が「エクス＝レ＝バン」という銘柄にもなっている。

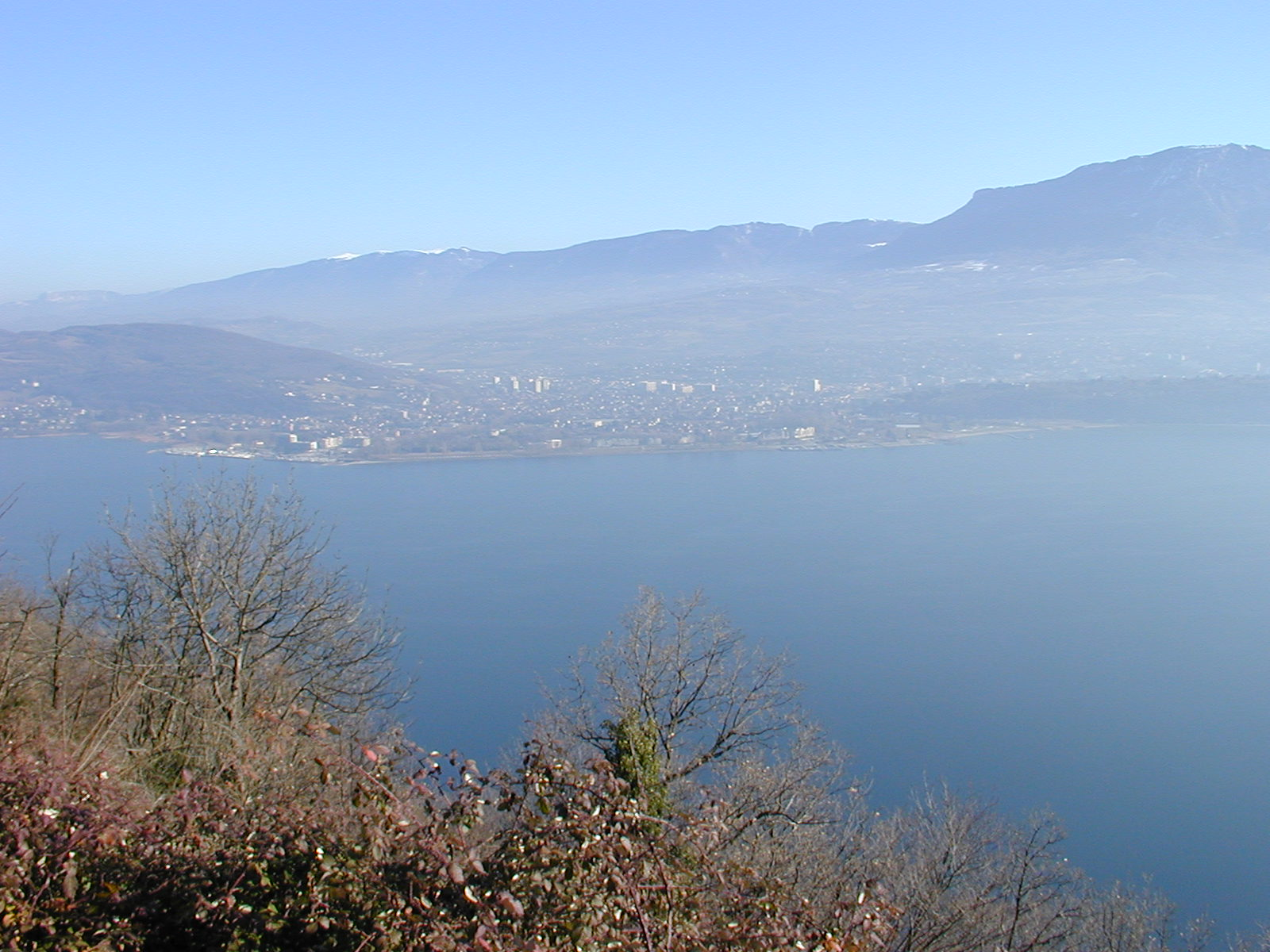
Aix-les-Bains

## 地理
ジュラ山脈とアルプス山脈の間にブルジェ湖が広がっており、その東岸で、エクス＝レ＝バンの町は年々拡大してきた。その拡張は、都市圏がシャンベリーのそれと渾然となるほどのものであった。ボージュ山脈やルヴァール山がそばに控えているエクスの町は、水の都であるとともに山の都ともいえる。

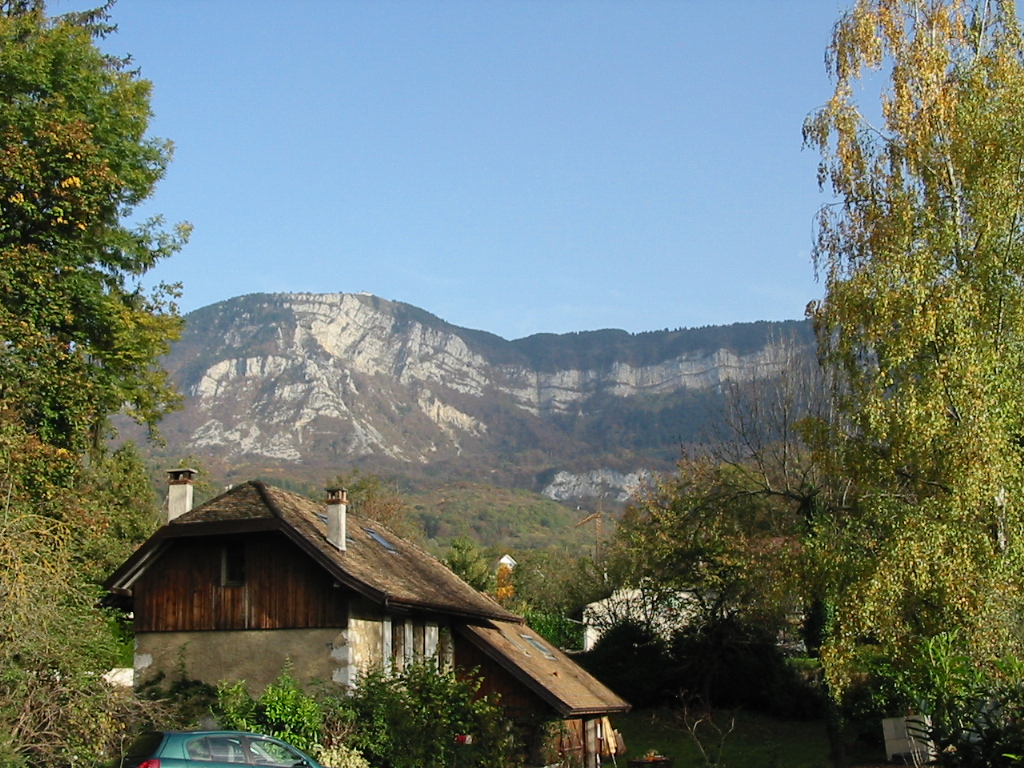
ルヴァール山に面した伝統的家屋

## 歴史

### 名前の由来
西暦1世紀に建てられたエクス＝レ＝バンの名は、碑銘の類にはほとんど登場しないし、有名なローマの著作家らの作品には一切登場しない。しかしながら考古学博物館に残る「アクアエ」（「水」に由来する）、「アクエンシス」（アクアエの住民の意）という二つの記述から、ヴィエンヌ市から独立して都市化したこの一帯の当時の呼称を知ることが出来るのである。
19世紀の歴史家たちは、Aquae allobrogium, Aquae gratianaeといった史的根拠のない空想的な呼称をしばしば提示した。
1011年にブルグント王ルドルフ3世が妻エルマンギャルド (Ermengarde) に、エクスの王領を贈与したときの書類では、アクアエと記載されている。中世の書類の中にはアクアエ・グラチオナポリス (Aquae grationapolis) と記載されているものもあるが、この接尾辞は単にグルノーブルの司教区に属していることを示しているに過ぎない。
「エクス＝レ＝バン」の現存最古の言及は、1792年9月付けの、エクスで温泉療養中だったフランス軍兵士の書簡である。これ以降、市の議事録のような公文書でも、「エクス＝レ＝バン」の呼称が登場している。
19世紀初頭のいくつかの文学的なテクストの中では、「エクス・アン・サヴォワ」の呼称が見られるが、行政文書の中にはこの名称は一切見られない。
なお、1954年以降、市議会の要請に従って、エクス＝レ＝バン駅はエクス＝レ＝バン＝ル・ルヴァール (Aix-les-Bains-le Revard) と改称した。

## 観光名所
- 古代ローマ時代の公衆浴場跡

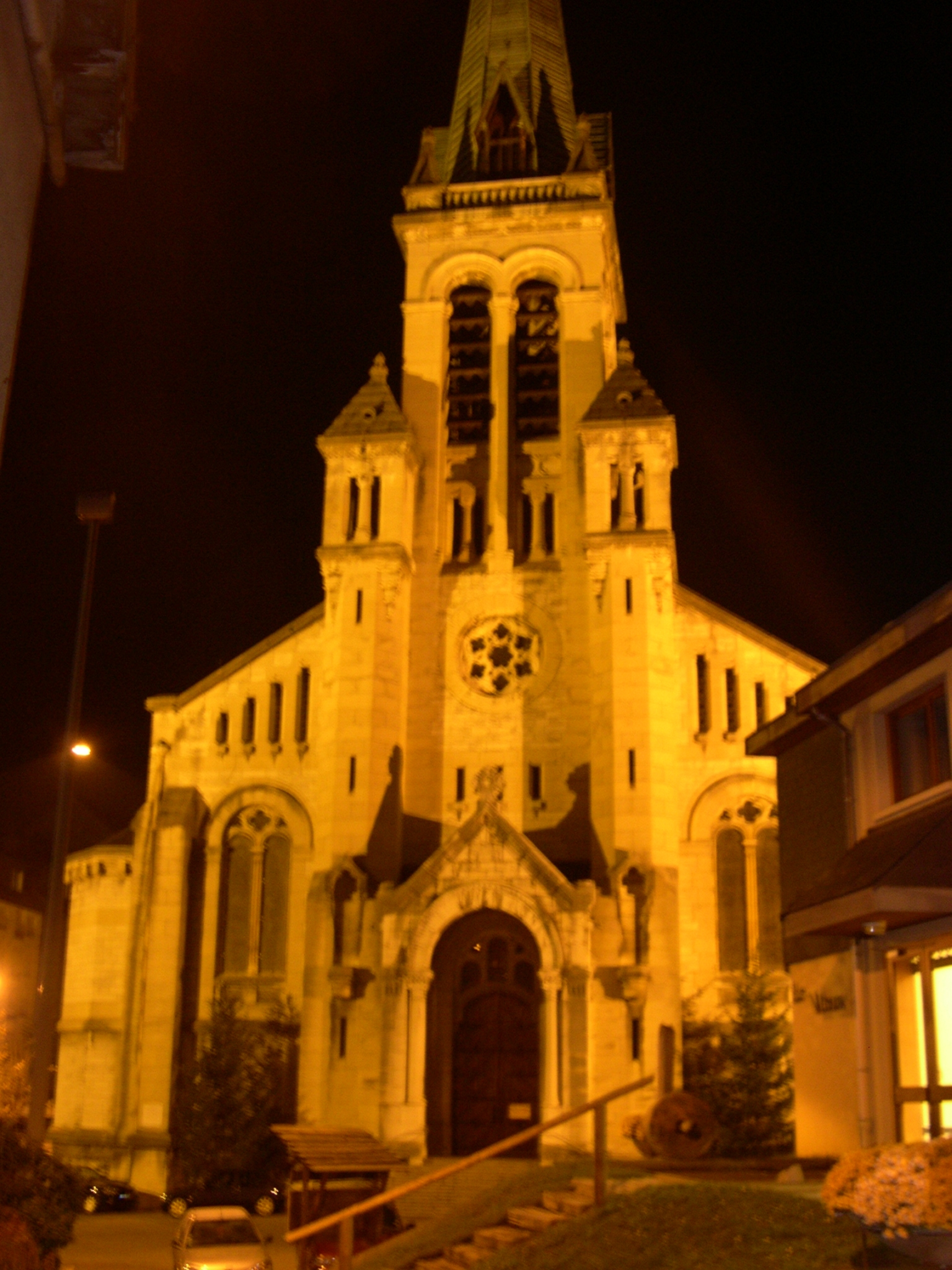
エクスの教会

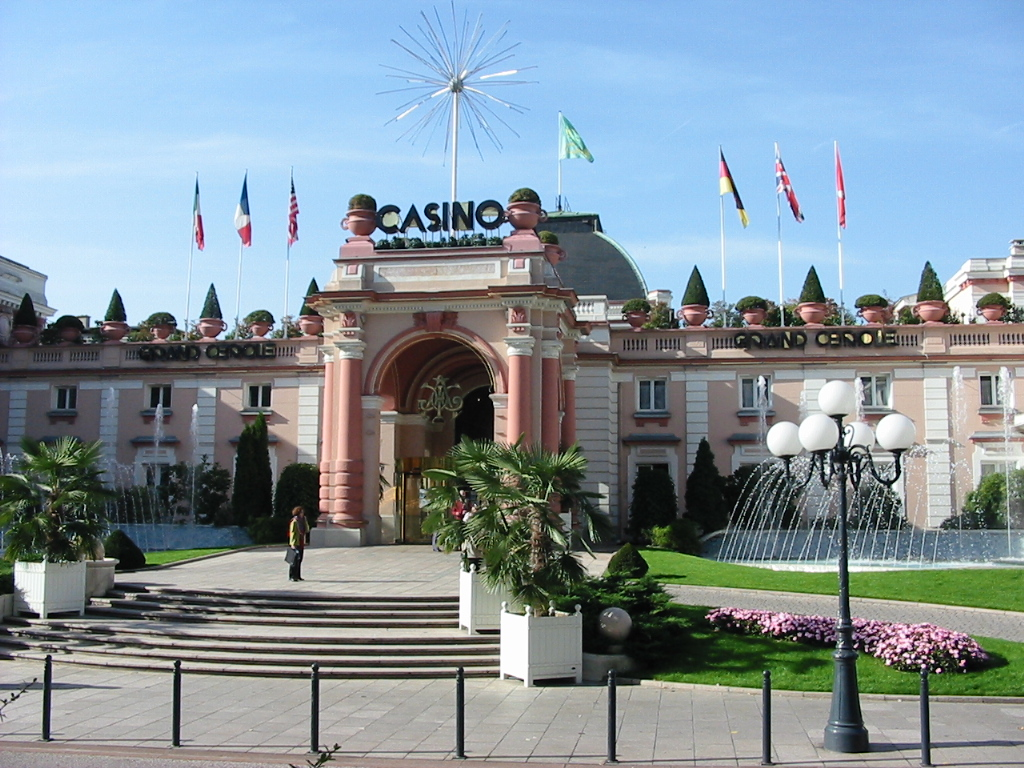
カジノ・グラン・セルクル

- カンパヌスの葬送門 (Arc funéraire romain de Campanus)
- カジノ・グラン・セルクル (Casino Grand Cercle) - 1850年にサヴォワ公でもあったイタリア王ヴィットーリオ・エマヌエーレ2世によって落成されたカジノ。そのサロンの天井は、350万個もの金地にガラスをはめ込んだ微細なキューブを鏤めた素晴らしいモザイク画に覆われている。
- ロシュの王城 (Château de la Roche du Roi)
- 市庁舎
- フォール美術館（フランス語版）
- ラピデール博物館 (Musée Lapidaire)

## ゆかりのある有名人
- アルフォンス・ド・ラマルティーヌは、1816年にエクス＝レ＝バンに逗留し、有名な詩篇「湖」(Le Lac) を執筆した。
- 彫刻家アルフレッド・ブーシェは1889年にこの地に落ち着き、1934年にこの地で歿した。スクウェアにあるこの町の死者記念碑には、彼の名前が刻まれている。
- 湯治場であるこの町には、歴史上多くの有名人が湯治にやってきたが、その中で最も有名なのは、ヴィクトリア女王である。

## その他
- 1998年に開催されたサッカー・ワールドカップフランス大会では、日本代表チームのキャンプ地となった。
- 2011年にはオリエンテーリングの世界選手権が開催され、ティエリー・ジョルジュをはじめとしたフランス代表が大活躍をみせた。

## 姉妹都市
- キスロヴォツク（ロシア）
- ミレーナ（イタリア）
- Moulay Yacoub（モロッコ）
- フェアバンクス（アメリカ）